# Ресен (община)
Община Ресен (мак. општина Ресен) — община в Північній Македонії. Адміністративний центр — місто Ресен. Розташована на південному заході  Македонії, Пелагонійський статистично-економічний регіон, з населенням 16 825 мешканців, які проживають на площі — 550,77 км².
З 46 сіл общини лише 6 мають змішане албансько-македонське населення: Крані, Арваті, Наколєц, Грнчарі, Асаматі й Горня-Біла-Церква.